# Србија на Летњим олимпијским играма 2008.
Србија је на Олимпијским играма у Пекингу 2008. учествовала други пут као самостална земља. Први наступ Србије је био на првом званичном учествовању на Олимпијским играма у Стокхолму 1912.
Заставу Србије на свечаном отварању Олимпијских игара 2008. носила је Јасна Шекарић. Шеф мисије Србије била је Снежана Лакићевић-Стојачић.
Србија је на Олимпијским играма у Пекингу 2008. учествовала са 92 такмичара у 11 спортова, 8 појединачних и 3 екипна. Милорад Чавић је постао први освајач олимпијске медаље за независну Србију. Новак Ђоковић је донео прву медаљу за спортисте из Србије у тенису, док је Чавић први освајач медаље у пливању након распада Југославије.

## Учесници по дисциплинама
| Спорт       | Мушкарци | Жене | Укупно |
| ----------- | -------- | ---- | ------ |
| Атлетика    | 5        | 5    | 10     |
| Бициклизам  | 2        | 0    | 2      |
| Веслање     | 2        | 1    | 3      |
| Ватерполо   | 13       | 0    | 13     |
| Одбојка     | 12       | 12   | 24     |
| Пливање     | 5        | 4    | 9      |
| Рвање       | 2        | 0    | 2      |
| Стони тенис | 1        | 0    | 1      |
| Стрељаштво  | 3        | 2    | 5      |
| Тенис       | 3        | 1    | 4      |
| Фудбал      | 18       | 0    | 15     |
| Укупно(11)  | 66       | 25   | 91     |

| Спорт   | Дисциплина     | Муш. /Жене | Резултат | Спортиста          |
| ------- | -------------- | ---------- | -------- | ------------------ |
| Пливање | 100 м слободно | М          | 48,15    | Милорад Чавић      |
| Пливање | 100 м делфин   | М          | 50,59 ЕР | Милорад Чавић      |
| Пливање | 200 м слободно | М          | 1:50,80  | Радован Сиљевски   |
| Пливање | 200 м слободно | Ж          | 2:03,19  | Милица Остојић     |
| Пливање | 100 м леђно    | ж          | 1:03,16  | Марица Стражмештар |

## Освајачи медаља

### Сребро
- Милорад Чавић — Пливање, 100 метара делфин

### Бронза
- Новак Ђоковић — Тенис, мушкарци појединачно
- Ватерполо репрезентација

Денис Шефик, Андрија Прлаиновић, Живко Гоцић, Вања Удовичић, Дејан Савић, Душко Пијетловић, Филип Филиповић, Александар Ћирић, Александар Шапић, Бранко Пековић, Владимир Вујасиновић, Слободан Соро, Никола Рађен

## Атлетика

### Мушкарци
| Атлетичар Лични рекорд        | Дисциплина   | Група      | Група     | Полуфинале       | Полуфинале       | Финале           | Финале | Детаљи |
| Атлетичар Лични рекорд        | Дисциплина   | Резултат   | Место     | Резултат         | Место            | Резултат         | Место  | Детаљи |
| ----------------------------- | ------------ | ---------- | --------- | ---------------- | ---------------- | ---------------- | ------ | ------ |
| Горан Нава, 3:38,35           | 1.500 м      | 3:42,92    | 6 у гр. 2 | Није се пласирао | Није се пласирао | Није се пласирао | 36 /50 |        |
| Предраг Филиповић, 1:21:50 НР | 20 км ходање |            |           |                  |                  | 1:28:15          | 41/51  |        |
| Ненад Филиповић, 4:03:42      | 50 km ходање | 4:02:16 ЛР | 30 / 61   |                  |                  |                  |        |        |
| Драгутин Топић, 2,38 НР       | скок увис    | 2,25       | 11 у гр А |                  |                  | Није се пласирао | 27/40  |        |
| Асмир Колашинац, 19,88        | бацање кугле | 19,01      | 16 у гр А |                  |                  | Није се пласирао | 33/46  |        |

### Жене
| Атлетичар Лични рекорд      | Дисциплина   | Група               | Група               | Финале             | Финале             | Детаљи |
| Атлетичар Лични рекорд      | Дисциплина   | Резултат            | Место               | Резултат           | Место              | Детаљи |
| --------------------------- | ------------ | ------------------- | ------------------- | ------------------ | ------------------ | ------ |
| Оливера Јевтић, 2:25:23 НР  | маратон      |                     |                     | Није завршила трку | Није завршила трку |        |
| Ивана Шпановић, 6,65        | скок удаљ    | 6,30                | 16 гр Б             | Није се пласирала  | 30 /41             |        |
| Биљана Топић, 14,36 НР      | троскок      | 14,14               | 6 у гр А            | Није се пласирала  | 13/36              |        |
| Драгана Томашевић, 63,63 НР | Бацање диска | 60,19               | 6 у гр Б            | Није се пласирала  | 13 /38             |        |
| Татјана Јелача, 58,77 НР    | Бацање копља | Нема исправан хитац | Нема исправан хитац | Није се пласирала  | Без пласмана       |        |

## Бициклизам

### Мушкарци
| Бициклиста        | Дисциплина   | Време (заостатак) | Пласман     | Детаљи |
| ----------------- | ------------ | ----------------- | ----------- | ------ |
| Иван Стевић       | Друмска трка | 6:35,44 (+11:55)  | 67/90 (143) |        |
| Небојша Јовановић | Друмска трка | 6:49,59 (+26:10)  | 85/90 (143) |        |

## Ватерполо
Ватерполо репрезентација Србије је освојила бронзану медаљу.

### Састав репрезентације
| №  | Име                  | Поз.   | Висина м | Тежина кг | Датум рођења        | Клуб                  |
| -- | -------------------- | ------ | -------- | --------- | ------------------- | --------------------- |
| 1  | Денис Шефик          | голман | 1,98     | 120       | 20. септембар 1979. | ВК Будванска ривијера |
| 2  | Андрија Прлаиновић   | спољни | 1,87     | 94        | 28. април 1987      | ВК Партизан           |
| 3  | Живко Гоцић          | спољни | 1,93     | 100       | 22. август 1982     | ВК Партизан           |
| 4  | Вања Удовичић        | бек    | 1,95     | 102       | 12. септембар 1982} | ВК Про Реко           |
| 5  | Дејан Савић          |        | 1,90     | 120       | 24. април 1975      | ВК Синтез Казањ       |
| 6  | Душко Пијетловић     | центар | 1,92     | 102       | 25. март 1985.      | ВК Партизан           |
| 7  | Никола Рађен         | бек    | 1,95     | 103       | 29. јануар 1985     | ВК Партизан           |
| 8  | Филип Филиповић      | спољни | 1,97     | 100       | 2. мај 1987.        | ВК Партизан           |
| 9  | Александар Ћирић     | D      | 1,92     | 90        | 30. децембар 1977   | ВК Будванска ривијера |
| 10 | Александар Шапић     | D      | 1,88     | 100       | 1. јун 1978         | Штурм 2002 Чехов      |
| 11 | Владимир Вујасиновић | CB     | 1,87     | 98        | 14. август 1973     | ВК Партизан           |
| 12 | Бранко Пековић       | CF     | 1,91     | 107       | 7. мај 1979         | ВК Динамо Москва      |
| 13 | Слободан Соро        | голман | 1,96     | 100       | 23. децембар 1978.  | ВК Партизан           |

Селектор: Дејан Удовичић

#### Група Б
| 10. август 2008. 14:30 | Детаљи | Србија                                       | 11 : 7  | Немачка              | Јинг Тунг Нататоријум Судије: Tulga , Littlejohn |
| 10. август 2008. 14:30 | Детаљи | Резултати по четвртинама: 1:3, 5:2, 3:2, 3:0 |         |                      | Јинг Тунг Нататоријум Судије: Tulga , Littlejohn |
| 10. август 2008. 14:30 | Детаљи | Пијетловић 4, Удовичић 2, Шапић 2            | Стрелци | Полице 2, Mackeben 2 | Јинг Тунг Нататоријум Судије: Tulga , Littlejohn |

| 12. август 2008. 15:20 | Детаљи | Србија                                       | 8 : 11  | Хрватска                       | Јинг Тунг Нататоријум Судије: Turcotte , Klopper |
| 12. август 2008. 15:20 | Детаљи | Резултати по четвртинама: 3:1, 1:4, 1:4, 3:2 |         |                                | Јинг Тунг Нататоријум Судије: Turcotte , Klopper |
| 12. август 2008. 15:20 | Детаљи | Шапић 4, Удовичић 2,                         | Стрелци | Јоковић 3, Барач 2, Смодлака 2 | Јинг Тунг Нататоријум Судије: Turcotte , Klopper |

| 14. август 2008. 10:50 | Детаљи | Сједињене Државе                             | 2 : 4   | Србија                                           | Јинг Тунг Нататоријум Судије: Антсиферов , Littlejohn |
| 14. август 2008. 10:50 | Детаљи | Резултати по четвртинама: 0:0, 1:2, 0:2, 1:0 |         |                                                  | Јинг Тунг Нататоријум Судије: Антсиферов , Littlejohn |
| 14. август 2008. 10:50 | Детаљи | Валерас 2                                    | Стрелци | Удовичић 1, Пијетловић 1, Шапић 1, Вујасиновић 1 | Јинг Тунг Нататоријум Судије: Антсиферов , Littlejohn |

| 16. август 2008. 16:40 | Детаљи | Србија                                       | 15 : 5  | Кина           | Јинг Тунг Нататоријум Судије: Koryzna , Ошима |
| 16. август 2008. 16:40 | Детаљи | Резултати по четвртинама: 5:2, 2:1, 4:2, 4:0 |         |                | Јинг Тунг Нататоријум Судије: Koryzna , Ошима |
| 16. август 2008. 16:40 | Детаљи | Шапић 9, Вујасиновић 3                       | Стрелци | Liang 3, Xie 2 | Јинг Тунг Нататоријум Судије: Koryzna , Ошима |

| 18. август 2008. 9:30 | Детаљи | Србија                                            | 12 : 13 | Италија                                         | Јинг Тунг Нататоријум Судије: Klopper , Антсиферов |
| 18. август 2008. 9:30 | Детаљи | Резултати по четвртинама: 3:3, 2:3, 3:5, 4:2      |         |                                                 | Јинг Тунг Нататоријум Судије: Klopper , Антсиферов |
| 18. август 2008. 9:30 | Детаљи | Шапић 3, Прлаиновић 2, Филиповић 2, Вујасиновић 2 | Стрелци | Calcaterra 3, Felugo 2, Bencivenga 2, Сотани 2, | Јинг Тунг Нататоријум Судије: Klopper , Антсиферов |

| Тим              | Иг | П | Н | И | ДГ | ПГ | РГ  | Бод |
| ---------------- | -- | - | - | - | -- | -- | --- | --- |
| Сједињене Државе | 5  | 4 | 0 | 1 | 37 | 31 | +6  | 8   |
| Хрватска         | 5  | 4 | 0 | 1 | 56 | 31 | +25 | 8   |
| Србија           | 5  | 3 | 0 | 2 | 23 | 20 | +3  | 6   |
| Немачка          | 5  | 2 | 0 | 3 | 33 | 44 | -11 | 4   |
| Италија          | 5  | 2 | 0 | 3 | 57 | 50 | +7  | 4   |
| Кина             | 5  | 0 | 0 | 5 | 25 | 64 | -39 | 0   |

Четвртфинале
| 20. август 2008. 17:20 | Детаљи | Шпанија                                      | 5 : 9   | Србија                               | Јинг Тунг Нататоријум Судије: Turcotte , Klopper |
| 20. август 2008. 17:20 | Детаљи | Резултати по четвртинама: 1:0, 1:5, 1:2, 2:2 |         |                                      | Јинг Тунг Нататоријум Судије: Turcotte , Klopper |
| 20. август 2008. 17:20 | Детаљи | Молина 2                                     | Стрелци | Пијетловић 4, Ћирић 2, Вујасиновић 2 | Јинг Тунг Нататоријум Судије: Turcotte , Klopper |

Полуфинале
| 22. август 2008. 19:20 | Детаљи | Сједињене Државе                             | 10 : 5  | Србија                     | Јинг Тунг Нататоријум Судије: Turcotte , Маргета |
| 22. август 2008. 19:20 | Детаљи | Резултати по четвртинама: 3:3, 2:1, 2:1, 3:0 |         |                            | Јинг Тунг Нататоријум Судије: Turcotte , Маргета |
| 22. август 2008. 19:20 | Детаљи | Азведо 3, Beaubien 2, Бејли 2                | Стрелци | Пијетловић 2 Вујасиновић 2 | Јинг Тунг Нататоријум Судије: Turcotte , Маргета |

Меч за треће место
| 24. август 2008. 14:20 | Детаљи | Црна Гора                                    | 4 : 6   | Србија  | Јинг Тунг Нататоријум Судије: Тулга , Маргета |
| 24. август 2008. 14:20 | Детаљи | Резултати по четвртинама: 0:2, 1:2, 1:2, 2:0 |         |         | Јинг Тунг Нататоријум Судије: Тулга , Маргета |
| 24. август 2008. 14:20 | Детаљи | Јановић 2,                                   | Стрелци | Савић 2 | Јинг Тунг Нататоријум Судије: Тулга , Маргета |

## Веслање
Мушкарци
| Веслачи                   | Дисциплина           | Групе   | Групе          | Четвртфинале (Репасаж) | Четвртфинале (Репасаж) | Полуфинале | Полуфинале   | Финале  | Финале  | Детаљи |
| Веслачи                   | Дисциплина           | Време   | Пласман        | Време                  | Пласман                | Време      | Пласман      | Време   | Пласман | Детаљи |
| ------------------------- | -------------------- | ------- | -------------- | ---------------------- | ---------------------- | ---------- | ------------ | ------- | ------- | ------ |
| Горан Јагар Никола Стојић | Двојац без кормилара | 6:46,71 | 2. гр 3 ПФ А/Б |                        |                        | 6:38,96    | 4 пф А/Б2 ФБ | 6:49,12 | 7 /14   |        |

Жене
| Веслачица     | Дисциплина | Групе   | Групе     | четвртфинале (Репасаж) | четвртфинале (Репасаж) | Полуфинале | Полуфинале   | Финале  | Финале  | Детаљи |
| Веслачица     | Дисциплина | Време   | Пласман   | Време                  | Пласман                | Време      | Пласман      | Време   | Пласман | Детаљи |
| ------------- | ---------- | ------- | --------- | ---------------------- | ---------------------- | ---------- | ------------ | ------- | ------- | ------ |
| Ива Обрадовић | Скиф       | 7:49,13 | 2 гр 2 КВ | 7:39,16                | 1 чф 2. ПФ A/B         | 7:52,39    | 5 пф А/Б2 ФБ | 7:53,85 | 11 / 26 |        |

Р = Пласману репасаж, КВ = Пласман у четвртфинале, ПФ А/Б = Пласман у полуфинале А/Б, ФА = Пласман у А финале, ФБ = Пласман у Б финале

## Одбојка

### Жене

#### Састав
| #  | Име                   | Клуб                  | Датум рођења                | Висина | Тежина | Spike | Block |  |
| -- | --------------------- | --------------------- | --------------------------- | ------ | ------ | ----- | ----- |  |
| 1  | Јелена Николић        | Такехуџи Бамбу        | 13. април 1982. (26 год.)   | 194    | 75     | 315   | 300   |  |
| 2  | Јована Бракочевић     | Конељано              | 5. март 1988. (20 год.)     | 196    | 77     | 309   | 295   |  |
| 3  | Ивана Ђерисило        | Волеро Цирих          | 8. август 1983. (25 год.)   | 185    | 72     | 306   | 291   |  |
| 5  | Наташа Крсмановић     | Волеро Цирих          | 19. јуни\|1985. (23 год.)   | 186    | 70     | 294   | 273   |  |
| 7  | Брижитка Молнар       | Метал Галаци          | 28. јули 1985. (23 год.)    | 182    | 66     | 304   | 290   |  |
| 9  | Јована Весовић        | Јединство Ужице       | 21. јун 1987. (21 год.)     | 182    | 68     | 283   | 268   |  |
| 10 | Маја Огњеновић        | Метал Галаци          | 6. јуни 1984. (24 год.)     | 183    | 68     | 290   | 270   |  |
| 11 | Весна Читаковић       | Езачибаши Истанбул    | 23. фебруар 1979. (29 год.) | 187    | 75     | 305   | 300   |  |
| 13 | Маја Симанић          | ЖОК Ријека            | 8. фебруар 1980. (28 год.)  | 180    | 70     | 280   | 270   |  |
| 15 | Сања Малагурски       | Хит Нова Горица       | 8. јуни 1990. (18. год)     | 191    | 77     | 305   | 295   |  |
| 17 | Стефана Вељковић      | ОК Поштар 064 Београд | 19. јануар 1990. (18. год)  | 190    | 76     | 320   | 305   |  |
| 18 | Сузана Ћебић (либеро) | Јединство Ужице       | 9. новембар 1984. (23 год.) | 167    | 60     | 279   | 255   |  |

Тренер: Зоран Терзић

#### Група Б
| Датум      | Време | Утакмица           | Резултат | Сет   | Сет   | Сет   | Сет   | Сет | Укупно поена | Укупно поена | Трајање | Гледалаца | Детаљи |
| Датум      | Време | Утакмица           | Резултат | 1     | 2     | 3     | 4     | 5   | Укупно поена | Укупно поена | Трајање | Гледалаца | Детаљи |
| ---------- | ----- | ------------------ | -------- | ----- | ----- | ----- | ----- | --- | ------------ | ------------ | ------- | --------- | ------ |
| 9. август  | 12:15 | Србија - Казахстан | 3:1      | 25:21 | 25:17 | 23:25 | 25:21 |     | 98           | 84           | 1:38    | 1.800     | []     |
| 11. август | 10:00 | Алжир - Србија     | 0:3      | 14:25 | 13:25 | 13:25 |       |     | 40           | 75           | 1:07    | 3.100     |        |
| 13. август | 14:30 | Србија - Бразил    | 0:3      | 15:25 | 13:25 | 23:25 |       |     | 51           | 75           | 1:13    | 11.000    |        |
| 15. август | 14:30 | Србија - Италија   | 0:3      | 23:25 | 20:25 | 19:25 |       |     | 62           | 75           | 1:12    | 11.000    |        |
| 17. август | 22:00 | Русија - Србија    | 3:0      | 25:21 | 25:16 | 25:20 |       |     | 75           | 57           | 1:13    | 7.000     |        |

| Бр | Репрезентација | Утакмице | Утакмице | Утакмице | Сетови | Сетови | Сетови   | Поени | Поени | Поени    | Бод. |
| Бр | Репрезентација | игр.     | доб.     | изг.     | доб.   | изг.   | Количник | пос.  | изг.  | Количник | Бод. |
| -- | -------------- | -------- | -------- | -------- | ------ | ------ | -------- | ----- | ----- | -------- | ---- |
| 1  | Бразил         | 5        | 5        | 0        | 15     | 0      | MAX      | 377   | 226   | 1,668    | 10   |
| 2  | Италија        | 5        | 4        | 1        | 12     | 4      | 3,000    | 372   | 315   | 1,181    | 9    |
| 3  | Русија         | 5        | 3        | 2        | 10     | 6      | 1,667    | 353   | 312   | 1,131    | 8    |
| 4  | Србија         | 5        | 2        | 3        | 6      | 10     | 0,600    | 343   | 349   | 0,983    | 7    |
| 5  | Казахстан      | 5        | 1        | 4        | 4      | 13     | 0,308    | 323   | 404   | 0,800    | 6    |
| 6  | Алжир          | 5        | 0        | 5        | 1      | 15     | 0,067    | 230   | 392   | 0,587    | 5    |

Четвртфинале
| Датум      | Време | Утакмица      | Резултат | Сет   | Сет   | Сет   | Сет | Сет | Укупно поена | Укупно поена | Трајање | Гледалаца | Детаљи |
| Датум      | Време | Утакмица      | Резултат | 1     | 2     | 3     | 4   | 5   | Укупно поена | Укупно поена | Трајање | Гледалаца | Детаљи |
| ---------- | ----- | ------------- | -------- | ----- | ----- | ----- | --- | --- | ------------ | ------------ | ------- | --------- | ------ |
| 19. август | 10:00 | Куба - Србија | 3:0      | 26:24 | 25:19 | 26:24 |     |     | 77           | 67           | 1:20    | 12.500    |        |

Женска одбојкашка репрезентација Србије пласирала се од 5 до 8 места.

### Мушкарци

#### Састав
| #  | Име               | Клуб                | Датум рођења                  | Висина | Тежина | Spike | Блок |  |
| -- | ----------------- | ------------------- | ----------------------------- | ------ | ------ | ----- | ---- |  |
| 1  | Никола Ковачевић  | Перуђа              | 14. фебруар 1983. (25 год.)   | 193    | 78     | 350   | 340  |  |
| 2  | Дејан Бојовић     | Габека Монтекјари   | 3. април \|1983. (25 год.)    | 198    | 86     | 360   | 345  |  |
| 3  | Новица Бјелица    | Копра               | 9. фебруар 1983. (25 год.)    | 202    | 97     | 343   | 324  |  |
| 4  | Бојан Јанић       | Ланца Верона        | 11. март 1982. (26 год.)      | 198    | 83     | 345   | 322  |  |
| 5  | Владо Петковић    | Будућност Подгорица | 6. јануар 1983. (25 год.)     | 198    | 97     | 325   | 318  |  |
| 8  | Марко Самарџић    | Тур                 | 22. фебруар 1983. (25 год.)   | 190    | 82     | 326   | 310  |  |
| 9  | Никола Грбић      | Трентино            | 6. септембар 1973. (34 год.)  | 194    | 91     | 346   | 320  |  |
| 10 | Милош Никић       | Милано              | 31. март 1986. (22 год.)      | 194    | 79     | 350   | 330  |  |
| 12 | Андрија Герић     | Лубе Маћерата       | 24. јануар 1977. \| (31 год.) | 203    | 101    | 350   | 323  |  |
| 14 | Иван Миљковић     | Рома                | 13. септембар 1979. (28 год.) | 206    | 88     | 354   | 333  |  |
| 15 | Саша Старовић     | Будућност Подгорица | 19. септембар 1988. (19 год.) | 207    | 89     | 335   | 321  |  |
| 18 | Марко Подрашчанин | Кориљано            | 29. август 1987. (20 год.)    | 204    | 92     | 343   | 326  |  |

Тренер: Игор Колаковић 1965

#### Група Б
| Датум      | Време | Утакмица         | Резултат | Сет   | Сет   | Сет   | Сет   | Сет | Укупно поена | Укупно поена | Трајање | Гледалаца | Детаљи |
| Датум      | Време | Утакмица         | Резултат | 1     | 2     | 3     | 4     | 5   | Укупно поена | Укупно поена | Трајање | Гледалаца | Детаљи |
| ---------- | ----- | ---------------- | -------- | ----- | ----- | ----- | ----- | --- | ------------ | ------------ | ------- | --------- | ------ |
| 10. август | 10:00 | Србија - Русија  | 1:3      | 25:20 | 21:25 | 22:25 | 14:25 |     | 82           | 95           | 1:38    | 3.100     |        |
| 12. август | 14:30 | Србија - Бразил  | 1:3      | 27:25 | 20:25 | 17:25 | 21:25 |     | 85           | 100          | 1:49    | 9.000     |        |
| 14. август | 15:05 | Пољска - Србија  | 3:1      | 31:29 | 22:25 | 25:22 | 25:21 |     | 103          | 97           | 2:04    | 7.000     |        |
| 16. август | 12:30 | Србија - Немачка | 3:1      | 25:21 | 27:25 | 24:26 | 25:23 |     | 101          | 95           | 1:53    | 12.500    |        |
| 18. август | 15:15 | Египат - Србија  | 0:3      | 16:25 | 13:25 | 17:25 |       |     | 46           | 75           | 1:02    | 6.000     |        |

| Бр | Репрезентација | Утакмице | Утакмице | Утакмице | Сетови | Сетови | Сетови   | Поени | Поени | Поени    | Бод. |
| Бр | Репрезентација | игр.     | доб.     | изг.     | доб.   | изг.   | Количник | пос.  | изг.  | Количник | Бод. |
| -- | -------------- | -------- | -------- | -------- | ------ | ------ | -------- | ----- | ----- | -------- | ---- |
| 1  | Бразил         | 5        | 4        | 1        | 13     | 4      | 3,250    | 427   | 373   | 1,145    | 9    |
| 2  | Русија         | 5        | 4        | 1        | 14     | 7      | 2,000    | 496   | 447   | 1,110    | 9    |
| 3  | Пољска         | 5        | 4        | 1        | 12     | 6      | 2,000    | 434   | 404   | 1,074    | 9    |
| 4  | Србија         | 5        | 2        | 3        | 9      | 10     | 0,900    | 440   | 439   | 1,002    | 7    |
| 5  | Немачка        | 5        | 1        | 4        | 6      | 12     | 0,500    | 418   | 440   | 0,950    | 6    |
| 6  | Египат         | 5        | 0        | 5        | 0      | 15     | 0,000    | 267   | 379   | 0,704    | 5    |

Четвртфинале
| Датум      | Време | Утакмица                  | Резултат | Сет   | Сет   | Сет   | Сет   | Сет   | Укупно поена | Укупно поена | Трајање | Гледалаца | Детаљи |
| Датум      | Време | Утакмица                  | Резултат | 1     | 2     | 3     | 4     | 5     | Укупно поена | Укупно поена | Трајање | Гледалаца | Детаљи |
| ---------- | ----- | ------------------------- | -------- | ----- | ----- | ----- | ----- | ----- | ------------ | ------------ | ------- | --------- | ------ |
| 20. август | 22:00 | Сједињене Државе — Србија | 3:2      | 20:25 | 25:23 | 21:25 | 25:18 | 15:12 | 106          | 103          | 2:14    | 7.500     |        |

Одбојкашка репрезентација Србије пласирала се од 5 до 8 места.

## Пливање

### Мушкарци
| Пливач           | Дисциплина     | Група      | Група       | Полуфинале            | Полуфинале            | Финале                | Финале                | Детаљи         |
| Пливач           | Дисциплина     | Време      | Пласман     | Време                 | Пласман               | Време                 | Пласман               | Детаљи         |
| ---------------- | -------------- | ---------- | ----------- | --------------------- | --------------------- | --------------------- | --------------------- | -------------- |
| Милорад Чавић    | 100 м слободно | 48,15 НР   | 6 /64       | одустао од полуфинала | одустао од полуфинала | одустао од полуфинала | одустао од полуфинала |                |
| Милорад Чавић    | 100 м делфин   | 50,76 ОР   | 1 /66 КВ    | 50,92                 | 1/16                  | 50,59 ЕР              |                       |                |
| Иван Ленђер      | 100 м делфин   | 53,41      | 40/66       | Није се пласирао      | Није се пласирао      | Није се пласирао      | Није се пласирао      |                |
| Владан Марковић  | 200 м делфин   | 2:03,12    | 43 /44      | Није се пласирао      | Није се пласирао      | Није се пласирао      | Није се пласирао      |                |
| Чаба Силађи      | 100 м прсно    | 1:02,31    | 40 /63 (65) | Није се пласирао      | Није се пласирао      | Није се пласирао      | Није се пласирао      | [ мртва веза ] |
| Радован Сиљевски | 200 м слободно | 1:50,25 НР | 40 /57 (58) | Није се пласирао      | Није се пласирао      | Није се пласирао      | Није се пласирао      |                |

### Жене
| Пливач                | Дисциплина     | Група           | Група           | Полуфинале        | Полуфинале        | Финале            | Финале            | Детаљи |
| Пливач                | Дисциплина     | Време           | Пласман         | Време             | Пласман           | Време             | Пласман           | Детаљи |
| --------------------- | -------------- | --------------- | --------------- | ----------------- | ----------------- | ----------------- | ----------------- | ------ |
| Мирослава Најдановски | 50 м слободно  | Није стартовала | Није стартовала | Није стартовала   | Није стартовала   | Није стартовала   | Није стартовала   |        |
| Мирослава Најдановски | 100 м слободно | 56,50           | 38 /48 (49)     | Није се пласирала | Није се пласирала | Није се пласирала | Није се пласирала |        |
| Милица Остојић        | 200 м слободно | 2:03,19         | 40 /46 (46)     | Није се пласирала | Није се пласирала | Није се пласирала | Није се пласирала |        |
| Марица Стражмештер    | 200 м леђно    | 1:03,56         | 40 /47 (49)     | Није се пласирала | Није се пласирала | Није се пласирала | Није се пласирала |        |
| Нађа Хигл             | 100 м прсно    | 1:13,19         | 43 /49 (49)     | Није се пласирала | Није се пласирала | Није се пласирала | Није се пласирала |        |
| Нађа Хигл             | 200 м прсно    | 2:32,78         | 33 / 40 (41)    | Није се пласирала | Није се пласирала | Није се пласирала | Није се пласирала |        |

## Рвање

### Грчко-римски стил, мушкарци
| Рвач           | Дисц.  | Коко 32                                   | Коло 16                                     | Четвртфинале         | Полуфинале           | 1. коло репасажа                          | 2. коло репасажа                     | Финале               | Плас. | Дет. |
| Рвач           | Дисц.  | Противник Резултат                        | Противник Резултат                          | Противник Резултат   | Противник Резултат   | Противник Резултат                        | Противник Резултат                   | Противник Резултат   | Плас. | Дет. |
| -------------- | ------ | ----------------------------------------- | ------------------------------------------- | -------------------- | -------------------- | ----------------------------------------- | ------------------------------------ | -------------------- | ----- | ---- |
| Кристијан Фрис | −55 кг | Јури Ковал · Украјина · Поб 6:4, 1:2, 3:1 | Назир Манкијев · Русија · Пор 0:4, 0:6      | —                    | —                    | Илдар Хафизов · Узбекистан · Поб 4:0, 1:0 | Хамид Суријан · Иран · Пор 0:5, 1:+1 | Није се квалификовао | 7/19  |      |
| Давор Штефанек | −60 кг | слободан                                  | Дилшод Арипов · Узбекистан · Пор. 1:+1, 1:3 | Није се квалификовао | Није се квалификовао | Није се квалификовао                      | Није се квалификовао                 | Није се квалификовао | 15/20 |      |

## Стони тенис

### Мушкарци
| Такмичар               | Дисциплина  | Квалификације      | 1. коло                                                       | 2. коло                                                                | 3. коло            | 4. коло            | Четвртфин.       | Полуфин.         | Финале       | Детаљи |
| Такмичар               | Дисциплина  | Противник Резултат | Противник Резултат                                            | Противник Резултат                                                     | Противник Резултат | Противник Резултат | Прот. Рез.       | Прот. Рез.       | Прот. Рез.   | Детаљи |
| ---------------------- | ----------- | ------------------ | ------------------------------------------------------------- | ---------------------------------------------------------------------- | ------------------ | ------------------ | ---------------- | ---------------- | ------------ | ------ |
| Александар Каракашевић | Појединачно | Слободан           | Џем Зенг · Турска · Поб. 4:1 · (11-8, 13-8, 11-7, 9-11, 11-1) | Ј. Персон · Шведска · Пор. 2:4 · (8-11, 11-8, 10-12, 11-7, 8-11, 7-11) | Није се пласирао   | Није се пласирао   | Није се пласирао | Није се пласирао | = 33-48 / 77 |        |

## Стрељаштво

### Мушкарци
| Стрелац           | Дисциплина           | Квалификација | Квалификација | Финале           | Финале           | Пласман | Детаљи |
| Стрелац           | Дисциплина           | Резултат      | Пласман       | Резултат         | Укупно           | Пласман | Детаљи |
| ----------------- | -------------------- | ------------- | ------------- | ---------------- | ---------------- | ------- | ------ |
| Дамир Микец       | Ваздушни пиштољ 10 м | 580           | 13            | Није се пласирао | Није се пласирао | 21/ 48  |        |
| Дамир Микец       | Пиштољ 50 м          | 559           | 7 КВ          | 96,8             | 655,8            | 7 / 45  |        |
| Немања Миросављев | Ваздушна пушка 10 м  | 593           | 17            | Није се пласирао | Није се пласирао | 17 / 51 |        |
| Немања Миросављев | МК пушка, лежећи     | 590           | 33            | Није се пласирао | Није се пласирао | 11 / 45 |        |
| Немања Миросављев | МК пушка тростав     | 1.165         | 20            | Није се пласирао | Није се пласирао | 20 / 50 |        |
| Стеван Плетикосић | Ваздушна пушка 10 м  | 595           | 8 КВ          | 102,7            | 697,7            | 7 / 51  |        |
| Стеван Плетикосић | МК пушка, лежећи     | 594           | 10            | Није се пласирао | Није се пласирао | 10 / 45 |        |
| Стеван Плетикосић | МК пушка тростав     | 1.168         | 11            | Није се пласирао | Није се пласирао | 11 / 50 |        |

### Жене
| Стрелац           | Дисциплина           | Квалификација     | Квалификација | Финале            | Финале            | Плаасман | Детаљи |
| Стрелац           | Дисциплина           | Резултат          | Пласман       | Резултат          | Укупно            | Плаасман | Детаљи |
| ----------------- | -------------------- | ----------------- | ------------- | ----------------- | ----------------- | -------- | ------ |
| Јасна Шекарић     | Ваздушни пиштољ 10 м | 384               | 6 КВ          | 96,09             | 480,9             | 6 / 44   |        |
| Јасна Шекарић     | МК пиштољ 25 м       | 578 (285+297)     | 21            | Није се пласирала | Није се пласирала | 21 /41   |        |
| Лидија Михајловић | Ваздушна пушка 10 м  | 394               | 20            | Није се пласирала | Није се пласирала | 20 / 47  |        |
| Лидија Михајловић | МК пушка тростав     | 586 (199+191+196) | 4 КВ          | 100               | 686               | 7 / 43   |        |

## Тенис
На такмичењима у тенису било је пријављено 5 такмичара (три мушкарца и 2 жене). Међу пријављенима је била и Ана Ивановић, која је требало да буде и 1. носилац у женском делу турнира, али је пре почетка турнира одустала због повреде. Због повреде је и Јанко Типсаревић предао меч у другом сету другог кола мушког турнира, белгијском тенисеру Оливијеу Рохусу.

### Мушкарци
| Тенисер                                  | Дисциплина  | Коло 64                                    | Коло 32                                         | Коло 16                              | Четвртфинале                            | Полуфинале                                  | Финале                                                     |
| Тенисер                                  | Дисциплина  | Противник Резултат                         | Противник Резултат                              | Противник Резултат                   | Противник Резултат                      | Противник Резултат                          | Противник Резултат                                         |
| ---------------------------------------- | ----------- | ------------------------------------------ | ----------------------------------------------- | ------------------------------------ | --------------------------------------- | ------------------------------------------- | ---------------------------------------------------------- |
| Новак Ђоковић (3. носилац)               | појединачно | Р. Џинепри · Сједињене Државе · П 6-4, 6-4 | Р. Шитлер · Немачка · П 6-4, 6-2                | М. Јужњи (13) · Русија · П 7-63, 6-3 | Г. Монфис · Француска · П 4-6, 6-1, 6-4 | Р. Надал (2) · Шпанија · Пор. 4-6, 6-1, 6-4 | Треће место · Џ. Блејк Сједињене Државе(8) · П 6-3, 7-6(4) |
| Јанко Типсаревић                         | појединачно | Д. Ферер (5) · Шпанија · П 7-6(8), 6-2     | О. Рохус · Белгија · Пор. 6(5)-7, 3-2 пр.       | Није се квалификовао                 | Није се квалификовао                    | Није се квалификовао                        | Није се квалификовао                                       |
| Новак Ђоковић Ненад Зимоњић (2. носиоци) | парови      |                                            | П. Визнер · М. Дам · Чешка · Пор. 6-3, 0-6, 2-6 | Нису се квалификовали                | Нису се квалификовали                   | Нису се квалификовали                       | Нису се квалификовали                                      |

#### Жене
| Тенисерка                    | Дисциплина  | Коло 64                         | Коло 32                               | Коло 16                                   | Четвртфинале                                | Полуфинале            | Финале                |
| Тенисерка                    | Дисциплина  | Противник Резултат              | Противник Резултат                    | Противник Резултат                        | Противник Резултат                          | Противник Резултат    | Противник Резултат    |
| ---------------------------- | ----------- | ------------------------------- | ------------------------------------- | ----------------------------------------- | ------------------------------------------- | --------------------- | --------------------- |
| Јелена Јанковић (2. носилац) | појединачно | К. Блек · Зимбабве · П 6-3, 6-3 | А. Бондаренко · Украјина · П 7-5, 6-1 | Д. Цибулкова (16) · Словачка · П 7-5, 6-1 | Д. Сафина (6) · Русија · Пор. 2-6, 7-5, 4-6 | Није се квалификовала | Није се квалификовала |

## Фудбал

### Мушкарци

#### Састав
| #          | Име                 | Клуб              | Датум рођења (год.)     | Играо   | Гол     | Жути картон | Жути картон |         |
| Голмани    | Голмани             | Голмани           | Голмани                 | Голмани | Голмани | Голмани     | Голмани     | Голмани |
| ---------- | ------------------- | ----------------- | ----------------------- | ------- | ------- | ----------- | ----------- | ------- |
| 1          | Владимир Стојковић  | Лисабон           | 28. јул 1983. (24)      | 3       | 0       | 0           | 0           | 0       |
| 18         | Саша Стаменковић    | Напредак Крушевац | 5. јануар 1985. (23)    | 0       | 0       | 0           | 0           | 0       |
| Одбрана    |                     |                   |                         |         |         |             |             |         |
| 2          | Марко Јовановић     | Партизан          | 26. март 1988. (20)     | 3       | 0       | 0           | 0           | 0       |
| 3          | Александар Коларов  | Лацио             | 10. новембар 1985. (22) | 2       | 0       | 0           | 0           | 0       |
| 4          | Гојко Качар         | Херта             | 26. јануар 1987. (21)   | 2(1)    | 0       | 0           | 0           | 0       |
| 5          | Слободан Рајковић   | Твенте            | 3. фебруар 1989. (19)   | 3       | 1       | 0           | 0           | 0       |
| 11         | Душко Тошић         | Вердер Бремен     | 19. јануар \|1985. (23) | 2       | 0       | 0           | 1           | 0       |
| 16         | Ненад Томовић       | Црвена звезда     | 30. август 1987. (20)   | 2(1)    | 0       | 1           | 0           | 0       |
| Средњи ред |                     |                   |                         |         |         |             |             |         |
| 6          | Предраг Павловић    | Напредак Крушевац | 19. јуни 1986. (22)     | 0       | 0       | 0           | 0           | 0       |
| 7          | Милан Смиљанић      | Еспаљол           | 19. новембар 1986. (21) | 3       | 0       | 0           | 0           | 0       |
| 8          | Никола Гулан        | Фиорентина        | 23. март 1989. (19)     | 1(2)    | 0       | 1           | 0           | 0       |
| 12         | Душан Тадић         | Војводина         | 20. новембар 1988. (19) | 1(2)    | 0       | 0           | 0           | 0       |
| 13         | Љубомир Фејса       | Партизан          | 14. август 1988. (19)   | 3       | 0       | 0           | 0           | 0       |
| 15         | Александар Живковић | Шандунг Луененг   | 28. јул 1977. (31)      | 2(1)    | 0       | 1           | 0           | 0       |
| 17         | Зоран Тошић         | Партизан          | 28. април 1987. (21)    | 3       | 0       | 2           | 0           | 0       |
| Напад      |                     |                   |                         |         |         |             |             |         |
| 9          | Ђорђе Ракић         | Ред Бул Салцбуг   | 31. октобар 1985. (22)  | 1(1)    | 1       | 0           | 0           | 0       |
| 14         | Миљан Мрдаковић     | Виторија          | 9. мај 1982. (26)       | 2(1)    | 1       | 0           | 0           | 0       |
| 19         | Андрија Калуђеровић | ОФК Београд       | 5. јул 1987. (21)       | 0       | 0       | 0           | 0           | 0       |
| Тренер     |                     |                   |                         |         |         |             |             |         |
|            | Мирослав Ђукић      |                   | 19. фебруар 1966. (42)  |         |         |             |             |         |

- Три играча рођена после 1. јануара 1985. уписама су косим словима.

### Резултати
| Аустралија   | 1 – 1 (0 - 0) | Србија       |
| ------------ | ------------- | ------------ |
| Задкович 69’ | (Извештај)    | Рајковић 78’ |

| Србија                    | 2 - 4 (1 - 2) | Обала Слоноваче                                                   |
| ------------------------- | ------------- | ----------------------------------------------------------------- |
| Мрдаковић 16’ · Ракић 90’ | (Извештај)    | Секу Цизе 3’ · Рајковић 24’а. г. · Соломон Калу 70’ · Жервињо 93’ |

| Аргентина                    | 2 - 0 (1 - 0) | Србија |
| ---------------------------- | ------------- | ------ |
| Лавеци 14’ п. · Бонаноте 84’ | (Извештај)    |        |

### Табела
| Екипа           | ИГ | П | Н | И | ДГ | ПГ | ГР | Бод. |
| --------------- | -- | - | - | - | -- | -- | -- | ---- |
| Аргентина       | 3  | 3 | 0 | 0 | 5  | 1  | +4 | 9    |
| Обала Слоноваче | 3  | 2 | 0 | 1 | 6  | 4  | +2 | 6    |
| Аустралија      | 3  | 0 | 1 | 2 | 1  | 3  | −2 | 1    |
| Србија          | 3  | 0 | 1 | 2 | 3  | 7  | −4 | 1    |

## Занимљивост
На основу Закона о спорту, Влада Србије је усвојила Уредбу о националним признањима и наградама за посебан допринос развоју и афирмацији спорта. Према чл.4 Уредбе за освојену медаљу у екипним спортовима на Олимпијским играма, Параолимпијским играма и Шаховској олимпијади додељује се екипи новчана награда од:
1. 400.000 евра у динарској противвредности за златну медаљу
2. 350.000 евра у динарској противвредности за сребрну медаљу
3. 300.000 евра у динарској противвредности за бронзану медаљу
За освојену медаљу у појединачном спорту на Олимпијским играма, Параолимпијским играма и Шаховској олимпијади додељује се спортисти новчана награда у висини од 15% од износа за екипне награде.